# David Lei Brandt
David Leibrandt Masterson (* 29. listopadu 1986 Pomona, Kalifornie, Spojené státy americké) je americký zpěvák, člen skupiny Varsity Fanclub.

## Život a kariéra
David hrál hlavní role na Equity Stage pod vedením svého otce, když byl ještě na škole v Kalifornii.
David se připojil k boybandu Varsity Fanclub v roce 2007. Po rozdělení kapely David koncertoval s Lady Gaga, Katy Perry a Jordin Sparks.
V roce 2021 se David připojil k týmu 5unf, což je kapela, která překládá populární písně do němčiny.